# Димитрие Боди
Димитрие Боди (на сръбски: Димитрије Боди или Dimitrije Bodi) e сръбски юрист и дипломат, деец на сръбската пропаганда в Македония, първи сръбски консул в Битоля от 1889 до 1895 година.

## Биография
Димитрие Боди е роден в 1850 година в Белград в известен цинцарски род. Учи право във Великата школа в Белград и в университетите в Лайпциг, Берлин и Париж. От 1880 до 1885 година е секретар на сръбското дипломатическо представителство в София.
В 1889 година е назначен за консул в новооткритото сръбско консулство в Битоля. Боди пристига в Битоля на 9 април 1889 година заедно с вицеконсула капитан от сръбската армия Петър Манойлович. Консулството е отворено на 12 (25) април – Марков ден. Служител на консулството, а по-късно и вицеконсул е Бранислав Нушич. Боди започва активно да се опитва да наложи сърбоманията в Битоля и Битолско. Предлага на сръбското правителство да настоява пред Патриаршията да позволи употреба на църковнославянски език в патриаршистките църкви, което ще отслаби позициите на Екзархията и българщината.
Още в 1889 година Боди заедно с учителя Атанасие Юнгич се опитва да отвори сръбско училище в Битоля, но властите не отговарят положително на молбите на Юнгич. Въпреки това в началото на 1890 година Юнгич и Боди успяват да основат в града „Сръбско-македонска църковно-училищна община“ - първата в Македония, с председател Никола Д. Кики. Общината не е призната нито от османските власти, нито от патриаршеските църковни власти. Боди, недоволен от състава на общината, заменя председателя на общината с поп Янаки Калугерович. В края на 1890 година се формира „Поречката църковно-православна община“, обхващаща 36 села в Поречието със седалище в Поречия манастир. В 1891 година се основават сръбски общини в Прилеп и Кичево, а в 1892 година - в Охрид, Галичник, Крушево и Дебър. Общините не са призната нито от османските власти, нито от патриаршеските църковни власти. Председателите на общините, в поречката, прилепската и кичевската община и членовете на управата са на сръбска издръжка.
Боди среща подкрепа от велешкия митрополит, който полага сърбоманския поп Трайко Милошевич за наместник в Кичевско и от преспанския Антим, който още с пристигането си в Охрид в 1892 година потвърждава всички назначения на сръбски учители и разпорежда отварянето на затворените сръбски училища в Боровец, Лабунища и Подгорци и около 100 къщи в Охридско стават патриаршистки сърбомански. Съответно Боди иска от сръбското правителство награда от 100 наполеона за велешкия митрополит, а Никола Пашич дава 3000 динара на охридския. В 1893 година Боди налага за председател на битолската община Михаил Хаджипопов (Михайло Хаджипопович). В 1894 година спира паричната издръжка на общинарите с изключение на агентите, учителите и свещениците и активността на сръбските общини намалява драстично. Боди остава на поста битолски консул с прекъсвания до 1895 година. Наследен е от Миливое Василевич (1895 – 1896).